# Agrius extincta
Agrius extincta är en fjärilsart som beskrevs av Gehlen. 1928. Agrius extincta ingår i släktet Agrius och familjen svärmare. Inga underarter finns listade i Catalogue of Life.